# Ceyzériat
Ceyzériat és un municipi francès situat al departament de l'Ain i a la regió d'Alvèrnia-Roine-Alps. L'any 2007 tenia 2.594 habitants.

## Demografia

### Població
El 2007 la població de fet de Ceyzériat era de 2.594 persones. Hi havia 1.029 famílies de les quals 293 eren unipersonals (115 homes vivint sols i 178 dones vivint soles), 352 parelles sense fills, 309 parelles amb fills i 75 famílies monoparentals amb fills.
La població ha evolucionat segons el següent gràfic:
Habitants censats

### Habitatges
El 2007 hi havia 1.142 habitatges, 1.045 eren l'habitatge principal de la família, 30 eren segones residències i 67 estaven desocupats. 891 eren cases i 250 eren apartaments. Dels 1.045 habitatges principals, 709 estaven ocupats pels seus propietaris, 316 estaven llogats i ocupats pels llogaters i 21 estaven cedits a títol gratuït; 13 tenien una cambra, 60 en tenien dues, 146 en tenien tres, 285 en tenien quatre i 540 en tenien cinc o més. 859 habitatges disposaven pel capbaix d'una plaça de pàrquing. A 465 habitatges hi havia un automòbil i a 506 n'hi havia dos o més.

### Piràmide de població
La piràmide de població per edats i sexe el 2009 era:
| Homes | Edats   | Dones |
| ----- | ------- | ----- |
| 4     | 95 o +  | 20    |
| 20    | 90 a 94 | 16    |
| 12    | 85 a 89 | 44    |
| 8     | 80 a 84 | 16    |
| 36    | 75 a 79 | 40    |
| 48    | 70 a 74 | 56    |
| 64    | 65 a 69 | 48    |
| 64    | 60 a 64 | 56    |
| 60    | 55 a 59 | 92    |
| 64    | 50 a 54 | 64    |
| 96    | 45 a 49 | 84    |
| 104   | 40 a 44 | 88    |
| 144   | 35 a 39 | 136   |
| 52    | 30 a 34 | 96    |
| 52    | 25 a 29 | 44    |
| 28    | 20 a 24 | 44    |
| 80    | 15 a 19 | 80    |
| 88    | 10 a 14 | 88    |
| 120   | 5 a 9   | 68    |
| 72    | 0 a 4   | 28    |

## Economia
El 2007 la població en edat de treballar era de 1.666 persones, 1.257 eren actives i 409 eren inactives. De les 1.257 persones actives 1.201 estaven ocupades (617 homes i 584 dones) i 56 estaven aturades (24 homes i 32 dones). De les 409 persones inactives 142 estaven jubilades, 144 estaven estudiant i 123 estaven classificades com a «altres inactius».

### Ingressos
El 2009 a Ceyzériat hi havia 1.072 unitats fiscals que integraven 2.604,5 persones, la mediana anual d'ingressos fiscals per persona era de 20.736 €.

### Activitats econòmiques
Dels 142 establiments que hi havia el 2007, 6 eren d'empreses extractives, 6 d'empreses alimentàries, 1 d'una empresa de fabricació de material elèctric, 5 d'empreses de fabricació d'altres productes industrials, 17 d'empreses de construcció, 29 d'empreses de comerç i reparació d'automòbils, 9 d'empreses de transport, 7 d'empreses d'hostatgeria i restauració, 6 d'empreses d'informació i comunicació, 11 d'empreses financeres, 9 d'empreses immobiliàries, 13 d'empreses de serveis, 14 d'entitats de l'administració pública i 9 d'empreses classificades com a «altres activitats de serveis».
Dels 30 establiments de servei als particulars que hi havia el 2009, 1 era una gendarmeria, 1 oficina de correu, 1 una oficina bancària, 1 funerària, 3 tallers de reparació d'automòbils i de material agrícola, 1 autoescola, 3 paletes, 3 guixaires pintors, 4 fusteries, 1 lampisteria, 2 electricistes, 1 empresa de construcció, 3 perruqueries, 1 veterinari, 3 restaurants i 1 agència immobiliària.
Dels 9 establiments comercials que hi havia el 2009, 1 era una gran superfície de material de bricolatge, 2 fleques, 1 una fleca, 1 una peixateria, 1 una botiga de roba, 1 una sabateria i 2 floristeries.
L'any 2000 a Ceyzériat hi havia 8 explotacions agrícoles que ocupaven un total de 128 hectàrees.

## Equipaments sanitaris i escolars
L'únic equipament sanitari que hi havia el 2009 era una farmàcia.
El 2009 hi havia 1 escola maternal i 1 escola elemental. Ceyzériat disposava d'un col·legi d'educació secundària amb 425 alumnes.

## Poblacions més properes
El següent diagrama mostra les poblacions més properes.